# 岐阜県道394号大湫恵那線
岐阜県道394号大湫恵那線（ぎふけんどう394ごう おおくてえなせん）とは、岐阜県瑞浪市と岐阜県恵那市を結ぶ一般県道である。

## 概要
東濃の丘陵地帯を進む路線。山間部を進むため、狭隘な区間が多い。
岐阜県瑞浪市大湫町の岐阜県道65号恵那御嵩線交点が起点。起点から北東に進む。起点からしばらく旧中山道を進んでおり、起点付近は江戸から数えて47番目の宿場町、大湫宿である。大湫宿を抜けると旧中山道と分かれ、カーブの多い細道になる。大湫地区を迂回して走る広域農道と合流してしばらく進むと、離合も困難な山道となる。恵那市に入っても細道とカーブが続く。恵那市武並町藤で国道418号と合流し、重複して南東へ向かう。900mほどで左折し、国道418号と分かれ、東に進む。ここからも山中の道が続くが、比較的整備の進んだ2車線の区間が多くなる。岐阜県恵那市長島町久須見の久須見交差点（岐阜県道68号恵那白川線交点）が終点。

### 路線データ
- 起点：岐阜県瑞浪市大湫町 （岐阜県道65号恵那御嵩線交点）
- 終点：岐阜県恵那市長島町久須見 久須見交差点（岐阜県道68号恵那白川線交点）

## 地理

### 通過する自治体
- 岐阜県
  - 瑞浪市
  - 恵那市

### 主な接続道路
- 岐阜県道65号恵那御嵩線（瑞浪市大湫町）
- 国道418号（恵那市武並町藤）
- 岐阜県道68号恵那白川線（恵那市 久須見交差点）

### 周辺
- 大湫宿
- 瑞浪市大湫コミュニティーセンター
- 岐阜県立白鳩学園
- 岐阜県立恵那特別支援学校
- 市立恵那病院